# Gamid Agalarov
Gamid Ruslanovič Agalarov (in russo Гамид Русланович Агаларов?; Machačkala, 16 luglio 2000) è un calciatore russo, attaccante della Dinamo Machačkala.

## Biografia
È figlio di Ruslan Agalarov.

## Caratteristiche tecniche
È un centravanti.

## Carriera

### Club
Cresciuto nel settore giovanile dell'Anži, ha esordito prima squadra il 28 luglio 2018 disputando l'incontro di Prem'er-Liga vinto 1-0 contro l'Ural.

### Nazionale
Nel settembre 2021 riceve la sua prima convocazione in nazionale maggiore.

## Palmarès

### Individuale
- Capocannoniere della Prem'er-Liga: 1

2021-2022 (19 gol)